# Хулагу

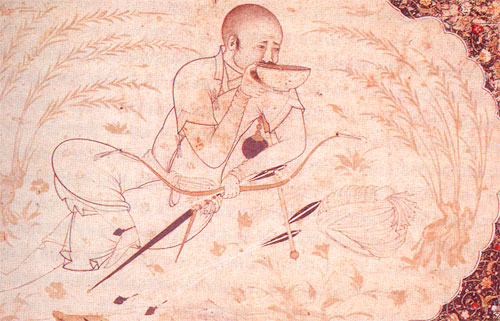
Хулагу-хан на відпочинку. Британський музей

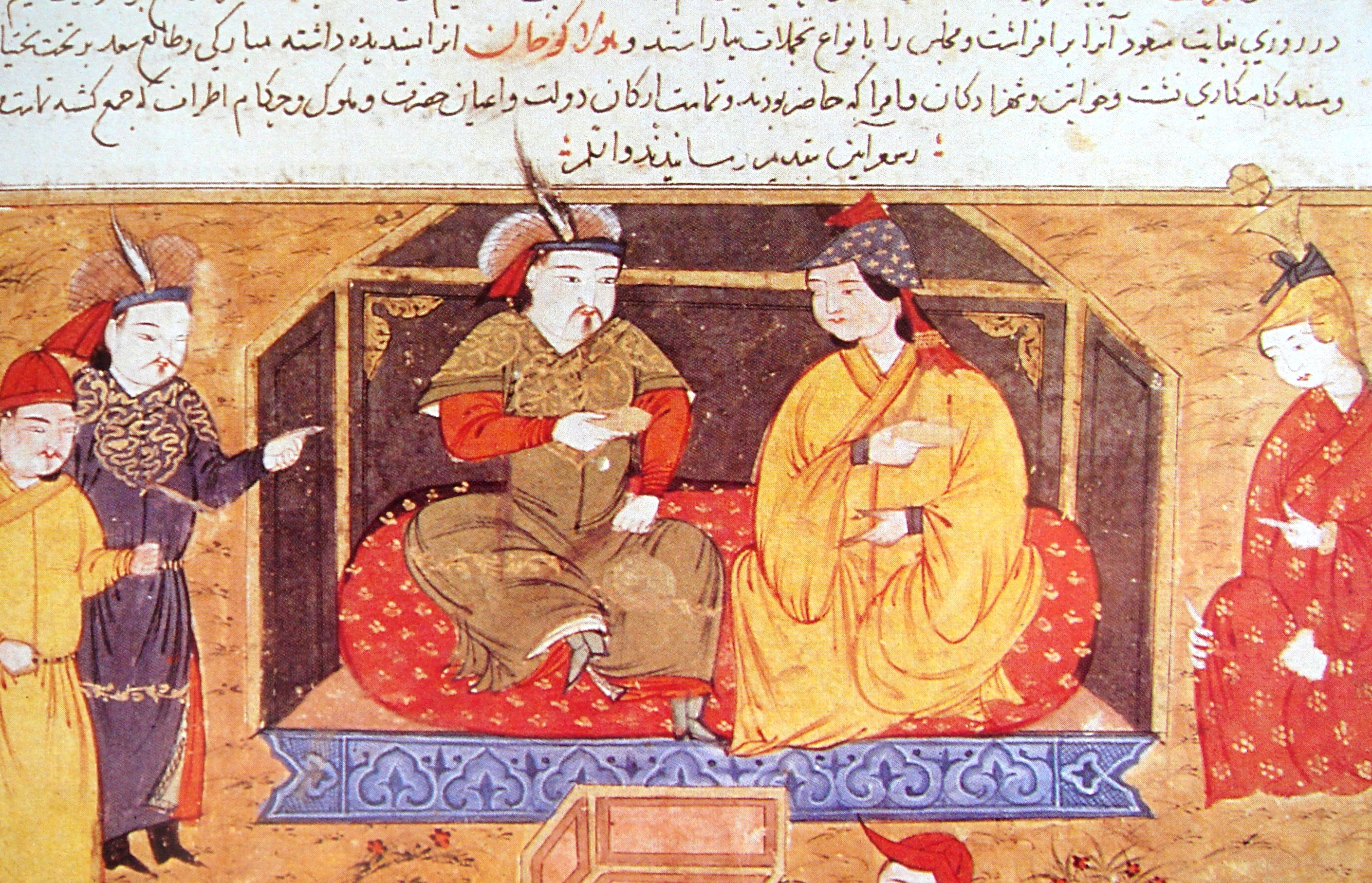
Хулагу з дружиною Докуз-Хатун

Хулагу-хан (монг. Хүлэгү, перс. هولاکو ,1217 — 8 лютого 1265) — ільхан Ірану, тобто хан уділу Тулуя, засновник династії та держави Хулагуїдів. Онук Чингісхана.

## Життєпис
Народився в степах Монголії, юність провів у військових походах. Був одружений з Марією Палеолог, дочкою римського імператора Михайла VIII Палеолога.
Його батьками були син Чингісхана — хан Толуй (†1232) та християнка Соркактані (†1252).
У 1244 одружився з князівною з роду Керей Докуз-хатун (1229—1265), що теж була християнкою, племінницею останнього хана роду Керей Тоґріл Хана (†1203), відомого на заході як Ван-Хан.

## Завоювання

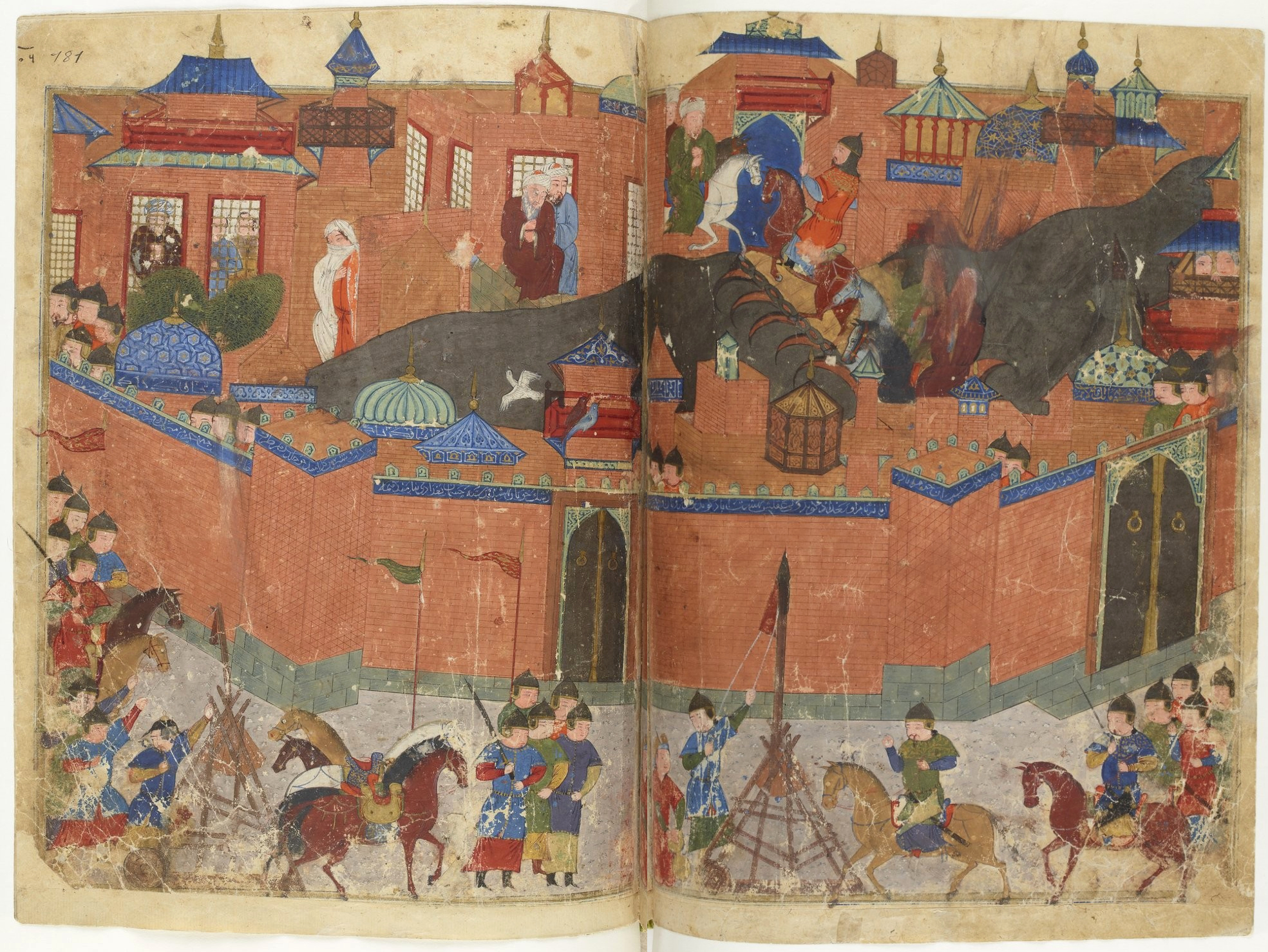
Облога Багдаду в 1258

За завданням свого брата Мунке, ординського царя у 1251—1259, Хулагу завоював 1256 року Іран, закінчивши тим панування Ісмаїлітів в Ельбурсі, захопив Багдад і суміжні країни.
Завоювання Багдада 10 лютого 1258 року теж означало кінець заснованому 750 сунітському халіфату Аббасидів. При руйнуванні та пограбуванні міста було вбито 250 000 жителів та викинуто в Тигр відому бібліотеку «Будинок Мудрості». Після завоювання Багдаду зайняв Сирію, але швидко повернувся, оскільки не було ясне питання зі спадкоємцем Великого хана монгольської імперії, залишивши частину війська зі своїм генералом Кітбугою.  Через це похід закінчився поразкою Кітбуги від мамелюків у битві при Айн-Джалуті, що на північ від Єрусалима (1260).
У наступних роках (1262) розв'язалась боротьба Хулагу з улусом Джучі, Золотою Ордою, в якій правив його двоюрідний брат Берке, за владу над усім царством Ординським, торгові шляхи та військову здобич.
Після тих завоювань основує державу ільханів на території сучасних Іраку та Ірану, що проіснувала до 1353 року й підпорядковувалась спочатку Великому хану монгольської імперії.
У 1261 отримав титул ільхана, тобто хана племені.

## Політичне життя
Як противагу проти мамлюків та турків в Анатолії Хулагу проводив  політику союзу з Візантією та шукав контакти з християнськими країнами Західної Європи та Римом. Папа Урбан IV слав до нього своїх послів.
Хулагу хотів взяти за одну з дружин доньку імператора Візантії Михайла VIII Палеолога - Марію Деспіну Палеолог. Хоча до її прибуття Хулагу вже помер, його син Абака взяв її дружиною.

Хулагу помер 8 жовтня 1265 в Мераге. Його поховали на острові посеред озера Урмія. При підтримці його дружини Докуз-Хатун наслідниками були його сини Абака та Ахмед.

## Родина Хулагу
Хулагу-хан мав велику родину — 14 синів та 7 дочок.
Сини Хулагу: Абака-хан, Джумукур, Юшумут, Текшин, Тарагай, Тубшин, Текудер-Ахмед, Аджай, Конкуртай, Йісудер, Менгу-Тімур, Хуладжу, Шибаучі, Тогай-Тімур.
Дочки Хулагу: Булуган-ага, Джемей, Менглукан, Тудугеч, Тарагай, Кутлукан, Баба